# 東海大学医学部付属東京病院
東海大学医学部付属東京病院（とうかいだいがくいがくぶふぞくとうきょうびょういん）は、東京都渋谷区代々木にあった病院である。東海大学の医学部付属病院。2025年（令和7年）3月31日閉院。

## 沿革
東京・代々木で診療していた「日発病院」を、東海大学（東京都渋谷区）が買収、同医学部の東京におけるサテライト病院として開設したものである。日発病院ではそれまで、東海大学医学部泌尿器科の初代教授・大越正秋が院長を務めていた。
東海大学医学部付属東京病院は、東海大学として2番目の大学病院となり、1983年（昭和58年）12月1日に開業した。初代院長には同大学耳鼻咽喉科教授だった坂井真が就任した。
2006年（平成18年）6月、大学病院としては先駆けとなる抗加齢ドックを開設し、同時に伊勢原の医学部内に研究機関である研究医療センターライフケアセンターを設置した。2007年からは、以前より開設していた人間ドックとあわせて健診センターをオープンし、初代健診センター長に医学部基礎診療学科系健康管理学教授、ライフケアセンター副センター長の西崎泰弘が就任した。
東海大学の創立者松前重義は医学部・付属病院の開設にあたり、「ヒューマニズムと科学の調和をはかり、新しい医療体制の確立をめざす」と宣言し、「患者さんの精神的な支えとなり、心あたたまる人間性豊かな病院を建設する」と語った。

## 診療科
- 循環器内科
- 呼吸器内科
- 消化器内科
- 糖尿病内科
- 腎臓内科
- 心療内科
- 外科
- 呼吸器外科
- 整形外科
- 泌尿器科
- 耳鼻咽喉科
- 放射線科
- 眼科
- 麻酔科
- 病理診断科
- 消化器肝臓センター
- ボイスクリニック
- 乳腺クリニック
- 健診センター

## 交通アクセス
- JR山手線・総武線・都営地下鉄大江戸線代々木駅下車徒歩4分
- 小田急小田原線南新宿駅下車徒歩6分
- 東京メトロ副都心線北参道駅下車徒歩6分
- 渋谷区コミュニティバスハチ公バス北参道入口下車徒歩1分